# Nemanthus annamensis
Espèce
Nemanthus annamensis est une espèce d'anémones de mer de la famille des Nemanthidae. On la trouve dans l'océan Indien et l'ouest de l’océan Pacifique.

## Description
C'est une petite anémone blanche aux bras effilés, qui vit souvent en colonies, principalement sur des gorgones.

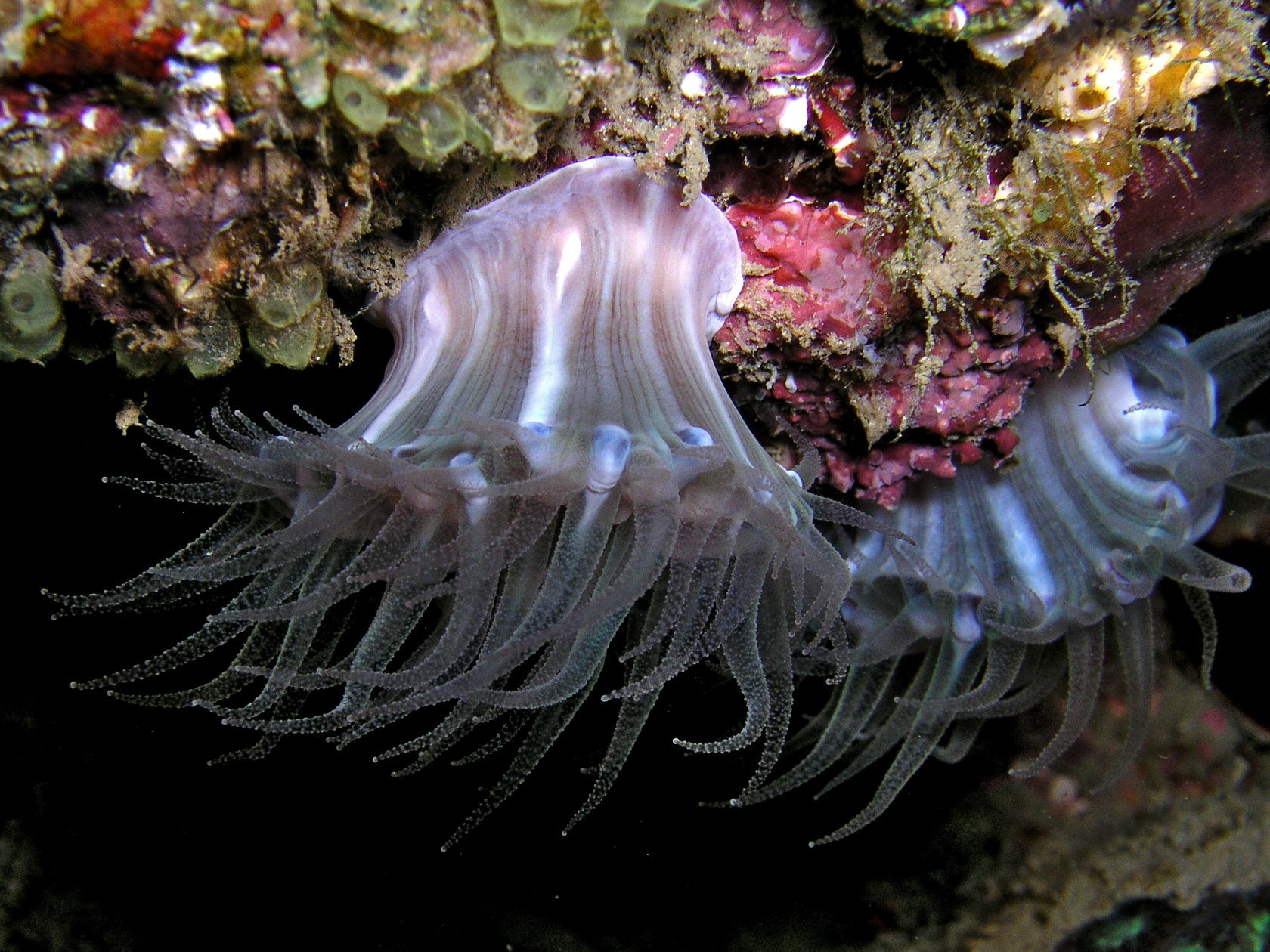
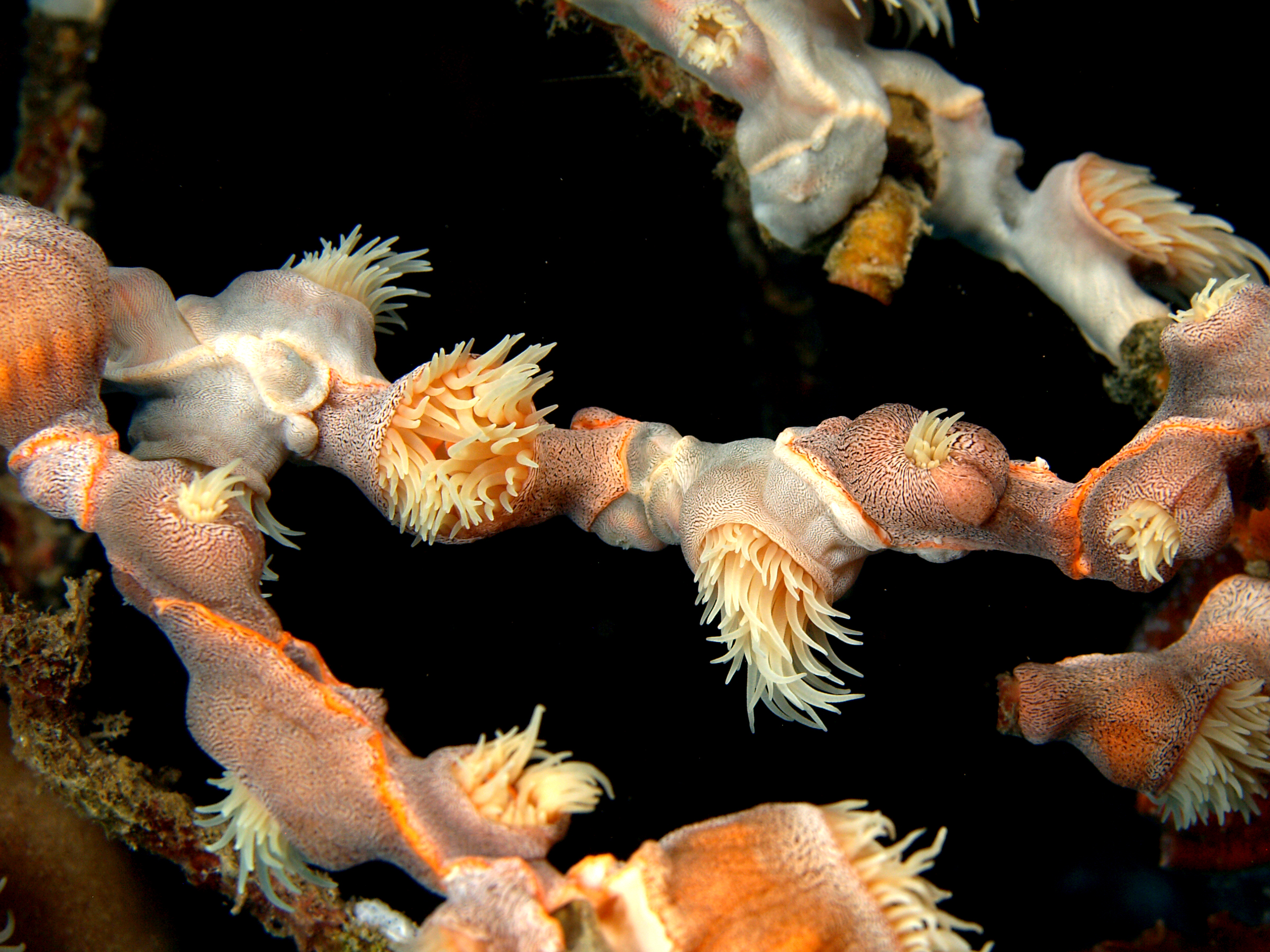

## Habitat et répartition
Nemanthus annamensis est originaire de la région Indo-Pacifique. Elle a été décrite pour la première fois dans le Golfe du Tonkin: annamensis siginfie "d'annam", le nom historique des régions du centre et nord Vietnam. Elle a également été trouvée en mer d'Arabie au large de la côte du Kenya.

## Écologie et comportement
Nemanthus annamensis a été observée en association avec Lauridromia intermedia, un crabe de la famille des Dromiidae. Les crabes de cette famille ont pour trait de transporter divers objets sur leurs carapaces, le plus souvent des éponges vivantes.
Nemanthus annamensis est l'hôte du parasite Gastroecus caulleryi, un copépode.